# Партия мира и единства
Российская политическая Партия Мира и Единства (ПМЕ) — российская левая политическая партия, образованная в 1996 году под председательством бывшего народного депутата СССР Сажи Умалатовой.  26 октября 2017 года Верховный Суд РФ по иску министерства юстиции принял решение о ликвидации Российской политической Партии Мира и Единства.

## История партии
14 декабря 1996 года по инициативе ряда политических лидеров левых объединений умеренного толка, собравшихся в Центральном Доме журналиста в Москве на её учредительный съезд. Инициаторами создания партии выступили, бывшие народные депутаты СССР и РСФСР Сажи Умалатова, Иван Шашвиашвили и группа из блока «Наше будущее».
В первые годы существования партии её деятельность сводилась к выработке основных принципов политической деятельности с их последующей популяризацией в широких кругах общественности. ПМЕ зарегистрирована Министерством юстиции Российской Федерации
24 апреля 1998 года (Регистрационный № 3507); изменения и дополнения в её уставе, связанные с получением статуса политического и общественного объединения, были официально заверены в Минюсте России.
На Выборах в Государственную думу (1999) первую федеральную тройку составили лидер партии Сажи Умалатова, актёр петербургского театра «Балтийский дом» Виктор Степанов и Герой Советского Союза, генерал-полковник авиации в отставке Николай Антошкин, по итогам которых партия получила 0,37 %.
В 2003 и 2004 годах партия участвовала в региональных выборах по пропорциональной системе, оба раза — в блоках. 7 декабря 2003 года блок ПМЕ с РКРП под названием «Коммунисты» в Ульяновской области набрал 4,39 %. 14 марта 2004 года блок с Объединённой российской партии «Русь» под названием «В поддержку Президента — за развитие края» в Алтайском крае прошел в крайсовет, набрав 19,21 % получив 8 мандатов.
На Выборах в Государственную думу (2003) партия получила 0,25 % (148 948 голосов избирателей).
К Выборам в Государственную думу (2007) партия не была допущена. Центральная избирательная комиссия Российской Федерации отказала партии в регистрации списка, забраковав более 5 % из 200 тысяч собранных подписей избирателей, Верховный Суд России оставил решение ЦИКа без изменений. Альтернативный предусмотренный избирательный залог в 60 миллионов рублей партия не вносила.

### Махинации в программе ООН «Нефть на продовольствие»
Согласно финальному отчёту о расследовании махинаций, связанных с программой ООН «Нефть на продовольствие», ПМЕ и Сажи Умалатова лично участвовали в процессе вывоза иракской нефти в обход санкций ООН.

## Роспуск и возрождение
В 2008 году съезд принял решение распустить партию и войти в состав политической партии Патриоты России.
12 мая 2012 году после внесения изменений в законодательство по упрощению регистрации политических партий, прошёл учредительный (восстановительный) съезд, на котором партия была восстановлена, 24 июля зарегистрирована в Минюсте России.
В 2013 году союзником партии стала новообразованная «Партия Ветеранов России».
На Выборах губернатора Самарской области (2014) партия выдвинула своего представителя, однако областная избирательная комиссия отказала кандидату в регистрации.

## Ликвидация
26 октября 2017 года Министерство юстиции РФ подало иск в Верховный Суд РФ, в котором просило ликвидировать партию в связи с несоответствием количества её региональных отделений.